# Разгулин, Александр Витальевич
Алекса́ндр Вита́льевич Разгу́лин (род. 1963) — математик, доктор физико-математических наук, профессор, заместитель декана факультета ВМК МГУ.
Лауреат Ломоносовской премии I степени за педагогическую деятельность (2020).

## Биография
Окончил 444-ю математическую школу в Москве (1980). Окончил факультет ВМК МГУ (1985) и аспирантуру факультета ВМК МГУ по кафедре математической физики (1988). Лауреат конкурса молодых ученых МГУ (1993).
Защитил диссертацию «Исследование некоторых оптимизационных задач адаптивной оптики в нелинейных средах» на степень кандидата физико-математических наук (1988).
Защитил диссертацию «Математическое моделирование нелинейных оптических систем с управляемым преобразованием аргументов» на степень доктора физико-математических наук (2006).
Работает на факультете ВМК МГУ с 1988 г.: младший научный сотрудник (1988—1991); с 1991 г. преподает на кафедре математической физики в должностях ассистента (1991—1992), доцента (1992—2008), профессора (2008—2019), заведующий кафедрой математической физики (с 2019). Заместитель декана факультета вычислительной математики и кибернетики по работе с иностранными учащимися (c 2009).

## Область научных интересов
Теория и приложения функционально-дифференциальных уравнений в частных производных, задачи управления и наблюдения, методы конечномерной аппроксимации. Автор 24 книг и 106 статей.

## Награды
- Медаль ордена «За заслуги перед Отечеством» II степени (2024)[4].